# Setor Habitacional Taquari
O Setor Habitacional Taquari é um setor da região administrativa de Lago Norte, no Distrito Federal.

## História
Servido apenas de residencias unifamiliares, o Setor Habitacional Taquari foi implantado em novembro de 2002, quando a Companhia Imobiliária de Brasília (Terracap) promoveu a primeira licitação do Taquari, depois de ganhar na justiça a disputa pela posse das terras do então Condomínio Hollywood. O Taquari é dividido em três áreas: Taquari I, II e III. 
O Taquari I, com cerca de 1340 hectares, é um setor predominantemente residencial, com comércio local e equipamentos públicos comunitários. Possui infraestrutura acessível a todos os lotes construídos, cerca de 380 residências e 1500 moradores.
Possui uma área total de 4 mil hectares (40 km²) e 1500 em 380 residências.